# Zen Gesner
Zen Brant Gesner (Van Nuys, 23 giugno 1970) è un attore statunitense.
Figlio dell'attrice Nan Martin e dell'architetto Harry Gesner, ha studiato alla London Academy of Music and Dramatic Art.
È sposato dal 1995 con l'attrice Cynthia Farrelly, da cui ha avuto tre figli: Finn (1997), Rory (2000) e Tuck John (2003).
Al cinema ha preso parte soprattutto a commedie.

## Filmografia

### Cinema
- Scemo & più scemo (Dumb and Dumber), regia di Peter Farrelly (1995)
- Soldier Boyz, regia di Louis Morneau  (1995)
- Wish Me Luck, regia di Philip J. Jones  (1995)
- Kingpin, regia dei fratelli Farrelly (1996)
- The Glass Cage, regia di Michael Schroeder (1996)
- Gettin' Up, regia di Philip J. Jones (1997)
- Tutti pazzi per Mary (There's Something About Mary), regia di Peter e Bobby Farrelly (1998)
- Io, me & Irene (Me, Myself & Irene), regia di Peter e Bobby Farrelly (2000)
- Amore a prima svista (Shallow Hal), regia di Peter e Bobby Farrelly (2001)
- La stirpe, regia di Michael Oblowitz (2001)
- Osmosis Jones, regia di Peter e Bobby Farrelly (2001)
- Social Misfits, regia di Rene Villar Rios (2001)
- Florida City, regia di Ralph Clemente (2002)
- Legend of the Phantom Rider, regia di Alex Erkiletian (2002)
- Boat Trip, regia di Mort Nathan (2002)
- L'amore in gioco (Fever Pitch), regia di Bobby e Peter Farrelly (2005)
- The Ringer - L'imbucato, regia di Barry W. Blaustein (2005)
- Il re del supermarket (Bagboy), regia di Mort Nathan (2007)
- Rex, regia di Christopher L. Miller (2008)
- Shattered!, regia di Joseph Rassulo (2008)
- Libera uscita (Hall Pass), regia di Bobby Farrelly e Peter Farrelly (2011)
- Comic Movie (Movie 43), di registi vari (2013)
- Slightly Single in L.A., regia di Christie Will Wolf (2013)
- Appuntamento con la morte  (A Date to Die For) , regia di John Murlowski (2015)
- Paid in Full, regia di Lance Kawas (2016)
- Gates of Darkness, regia di Don E. FauntLeRoy (2019)

### Televisione
- Compromising Situations – serie TV, episodio 2x03 (1994)
- Sinbad – serie TV, 44 episodi (1996)
- Friends – serie TV, episodio 5x02 (1998)
- La valle dei pini (All My Children) – soap opera, 25 puntate (1998-1999)
- Knee High P.I. – film TV (2003)
- The Hollow - La notte di Ognissanti (The Hollow) – film TV, regia di Kyle Newman (2004)
- Criminal Minds – serie TV, episodio 6x08 (2003)

## Doppiatori italiani
Nelle versioni in italiano dei suoi film, Zen Gesner è stato doppiato da:
- Corrado Conforti in Amore a prima vista
- Fabrizio Vidale in Kingpin
- Gabriele Trentalance in Tutti pazzi per Mary
- Giorgio Borghetti in Sinbad
- Tony Sansone in Io, me & Irene
- Vittorio De Angelis in The Ringer - L'imbucato